# Lago di Prà della Stua
Der Lago di Prà della Stua oder Lago di Prà da Stua ist ein künstlicher See auf der Ostseite des Monte-Baldo-Massivs.
Der See staut auf ca. 1000 m in einem Taleinschnitt an den Osthängen des Monte-Baldo-Massivs den Torrente Aviana kurz vor der Landstraße Strada Provinciale dei Dossioli auf. Der See bildet neben dem Lago di Loppio das einzige größere stehende Gewässer am Monte-Baldo-Massiv. Der nächstgelegene Ort ist der zur Gemeinde Brentonico gehörende Fremdenverkehrsort San Valentino.

## Fischfauna
Im Lago di Prà della Stua sind folgende Fischarten anzutreffen: Döbel, Elritze, Bachforelle und Regenbogenforelle.